# Torneo de Múnich 2011
El BMW Open 2011 es un evento de tenis que se disputa en Múnich, Alemania, se juega entre el 24 de abril y 1 de mayo de 2011 siendo parte de un torneo de la ATP World Tour 250 de la ATP, en la gira europea de tierra batida.

## Campeones
- Individuales masculinos:  Nikolai Davydenko derrota a  Florian Mayer por 6-3, 3-6 y 6-1.

- Dobles masculinos:  Simone Bolelli /  Horacio Zeballos derrotan a  Andreas Beck /  Christopher Kas por 7-6(3) y 6-4.